# Fornos
Fornos (ukránul: Форнош [Fornos], korábban Ліскове (Liszkove), oroszul: Лесковое [Leszkovoje]) falu Ukrajnában, Kárpátalján, a Munkácsi járásban.

## Fekvése
Munkácstól 9 km-re délre fekszik, Dercentől 5 km-re északkeletre van.

## Nevének eredete
Neve a régi magyar Fornos személynévből való.

## Története
1335-ben Fornos néven említik először. Egy Fornos nevű földesúr birtokolta a falut és róla nevezték el a helységet.
Már a 13. században egyházas hely volt, 1334-es pápai összeíráskor egyházának papját is említették. A falu eredetileg a mai területénél délebbre feküdt, de az 1400-as években elnyelte a Szernye-mocsár és a templomával együtt elpusztult. A legenda szerint szántáskor időnként beleakad az eke a régi falu "Ófornos" templomtornyának a keresztjébe.
Első ismert birtokosa a Fornosi család volt.
Az újonnan épült falunak birtokosa volt a 17. században Lorántffy Zsuzsanna is.
A falu lakói a reformáció idején a református hitre tértek át, és a lakosság nagy része ma is református.
1910-ben 738, túlnyomórészt magyar lakosa volt. A trianoni békeszerződésig Bereg vármegye Munkácsi járásához tartozott.
2020-ig önálló község volt.

## Népessége
A 2001-es népszámlálás során a lakosság elérte az 1451 főt, melynek 97%-a magyar, 2,7% ukrán, 0,3% orosz anyanyelvűnek vallotta magát.

## Nevezetességek
- Régi református fatemploma 1759-ben épült az 1746-ban elpusztult fatemplom helyére, 1782-ben bővítették.
- 1895-ben új kőtemplomot építettek, de egy tűzvész megrongálta, 1903-ban állították helyre.